# Polyscias acuminata
Polyscias acuminata är en araliaväxtart som först beskrevs av Wight, och fick sitt nu gällande namn av Berthold Carl Seemann. Polyscias acuminata ingår i släktet Polyscias och familjen Araliaceae. Inga underarter finns listade.